# Frank-Michael Erben
Frank-Michael Erben (* 7. September 1965 in Leipzig) ist ein deutscher Geiger und Dirigent. Er ist erster Konzertmeister des Gewandhausorchesters und spielt die erste Violine im Gewandhaus-Quartett.

## Leben
Frank-Michael Erben wurde im Jahre 1965 in Leipzig als Sohn des Cellisten Friedemann Erben und der Pianistin Mathilde Erben geboren. Er erhielt fünfjährig den ersten Geigenunterricht bei Klaus Hertel, ab 1972 war er dessen Schüler in der Kinderklasse der Leipziger Hochschule.
1986 wurde Erben Mitglied des Gewandhausorchesters. Im folgenden Jahr wurde er im Alter von 21 Jahren zum ersten Konzertmeister des Orchesters gewählt. Seit 1993 ist er auch Primarius des Gewandhaus-Quartetts.
Seit dem Wintersemester 2004/05 hatte Erben einen langjährigen Lehrauftrag an der Hochschule für Musik und Theater „Felix Mendelssohn Bartholdy“ Leipzig.
Vom Beginn der Spielzeit 2009/2010 bis 2014 war er Chefdirigent des Leipziger Symphonieorchesters, das bis 2011 unter dem Namen Westsächsisches Symphonieorchester auftrat. Darüber hinaus hat er verschiedene Orchester als Gastdirigent geleitet, darunter das Gewandhausorchester und das Royal Scottish National Orchestra.